# Boktryckerireglementet 1752

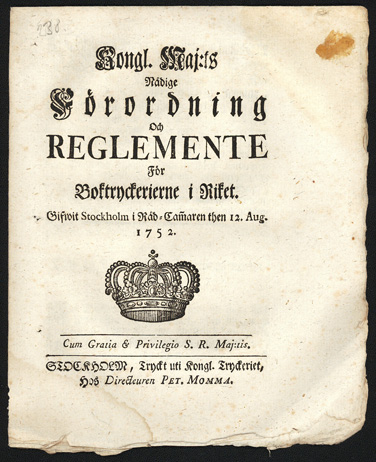
Boktryckerireglementet från 1752 var den sista tryckerilagen under skråväsendets tid.

Boktryckerireglementet från 1752, ordagrant betitlat Kongl. Maj:ts Nådige Förordning och Reglemente för Boktryckerierne i Riket. Gifwit Stockholm i Råd-Cammaren then 12 Aug. 1752, var den sista lagstiftningen som reglerade tryckeribranschen i Sverige innan skråväsendet avskaffades. Här reglerades tryckarnas rättigheter och förhållandet mellan mästare och gesäll, med mera. 
Lagen kan till en del sägas vara ett försök att under privilegietiden, medan censuren ännu rådde (Sveriges första tryckfrihetsförordning kom inte förrän 1766) lösa frågan om eftertryck (pirattryck). Eftertrycksskyddet var outvecklat, men Boktryckerisocieteten fick ändå skydd för skrifter utan kungligt privilegium om de understeg tio eller tolv tryckark. Här stadgades även att vem som helst kunde få trycka en skrift "i fall den förra förläggaren eller dess rätts innehavare, vilken det förut hembjudas bör, sig sådant icke vill åtaga". Samhällsnyttan kom alltså här före boktryckarens privilegium.
Vid arbetet med 1810 års tryckfrihetslag, där för övrigt Sveriges första egentliga upphovsrättsliga lagstiftning infördes, var det tänkt att en ny bokryckeriförordning också skulle framläggas. Tanken på en ny sådan lag nämns till och med i Tryckfrihetskommitténs förslag från den 31 augusti 1809, liksom i den antagna tryckfrihetsförordningen från både 1810 som 1812. Något mer reglemente för boktryckarna stiftades dock inte.